# Sincitiotrofoblasto

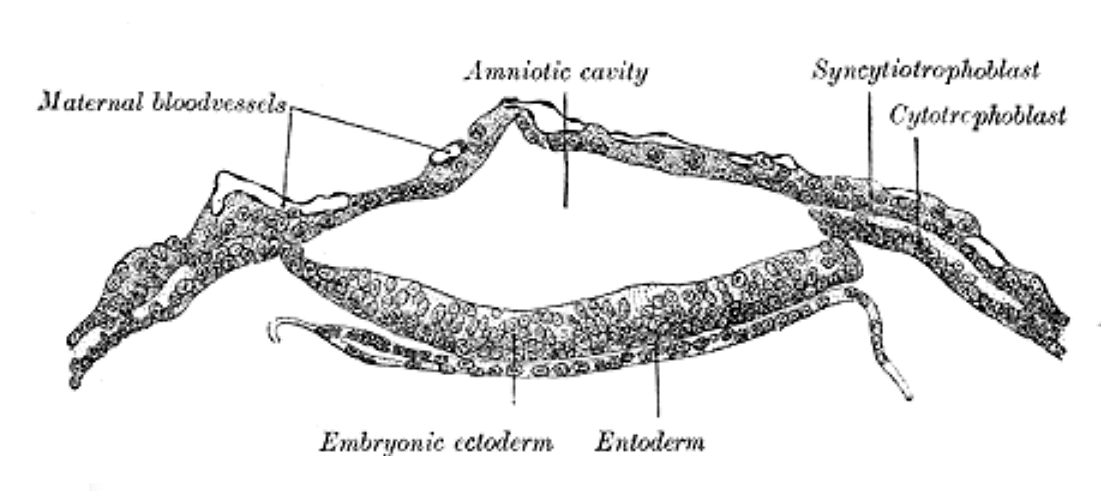
Diagrama de una sección embrionaria que forma la cavidad amniótica.

El sincitiotrofoblasto o sinciciotrofoblasto es la capa más externa del trofoblasto embrionario, adosada al citotrofoblasto, cuya función es crear anticuerpos endometrio materno en el desarrollo de la circulación sanguínea. El prefijo sincitio da alusión al hecho de que son células que han perdido su membrana celular, por lo que les da la apariencia de ser multinucleadas.

## Características
El sincitiotrofoblasto está compuesto por células multinucleadas provenientes de células mononucleadas del citotrofoblasto. Esta proliferación del sincitiotrofoblasto ocasiona la formación de vellosidades coriónicas y los espacios intervellosos con los que incrementan masivamente la superficie disponible para el intercambio de nutrientes entre la madre y el feto. Al cabo de dos semanas es recubierta por una membrana proveniente del mesodermo llamada lámina coriónica. Las células multinucleadas del sincitiotrofoblasto producen y secretan la gonadotrofina coriónica humana (hCG), que puede ser detectable aproximadamente a partir de la segunda semana de la gestación.

## Desarrollo
Entre los días 6 y 9 del período post-fecundación, el blastocito termina de implantarse en la capa funcional del útero (decidua uterina) y comienza a desarrollar las proyecciones vellosas que darán formación a la placenta. La masa celular en el interior del blastocito desarrollará al embrión, mientras que las células externas del blastocito forman al trofoblasto, que termina diferenciándose en dos capas distintas, la más interna es el citotrofoblasto y la más externa es el sincitiotrofoblasto, que progresivamente se proyecta invasivamente hacia el endometrio. Las células del sincitiotrofoblasto digieren a las células uterinas ayudando al blastocito a implantarse. Al dilatarse el sincitiotrofoblasto, se llenan de sangre materna formando la cavidad hemática permitiendo el comienzo del intercambio de productos entre la madre y el feto.